# Théorème de F. et M. Riesz
Pour les articles homonymes, voir Théorème de Riesz.
En mathématiques, le théorème de F. et M. Riesz est un résultat des deux frères Frigyes Riesz et Marcel Riesz sur les mesures analytiques, selon lequel pour une mesure complexe μ sur le cercle, toute partie de μ qui n'est pas absolument continue par rapport à la mesure de Lebesgue dθ peut être détectée à l'aide des coefficients de Fourier.
Plus précisément, il établit que si les coefficients de Fourier-Stieltjes de μ,
{\displaystyle {\hat {\mu }}_{n}=\int _{[0,2\pi ]}{\rm {e}}^{-in\theta }~{\frac {\mathrm {d} \mu (\theta )}{2\pi }},}
sont nuls pour tous les indices {\displaystyle n<0}, 
alors μ est absolument continue par rapport à dθ.
Les énoncés originaux sont assez différents. Cette formulation-ci est celle de Rudin, dont la preuve utilise le noyau de Poisson et l'existence de valeurs au bord pour l'espace de Hardy H1.